# Бауса, Микель
Мике́ль Бауса́ (кат.  Miquel Bauçà Rosselló; 7 февраля 1940, Феланич — 3 января 2005, Барселона) — поэт и прозаик Балеарских островов, писал на каталонском языке. Легенда современной каталонской литературы.

## Биография
Сын башмачника. В 12 лет потерял мать. Двадцатилетним приехал в Барселону. Изучал философию и литературу. В 1970-е годы стал членом Объединенной социалистической партии Каталонии. В дальнейшем жил попеременно на Мальорке и в Барселоне. Удостоенный нескольких национальных премий за стихи и прозу, не вписывался в литературную среду и сторонился её. Почти не давал интервью, сохранилось лишь несколько его фотографий. Последние годы провел в полном одиночестве. Его останки были найдены в барселонской квартире 3 января 2005, дата смерти осталась неизвестной.

## Творчество
В новаторском наследии Баусы выделяется внежанровая книга-энциклопедия Переворот (1998), объединяющая фрагменты стихов, афористической прозы и др. К подобной форме тяготеют и его последующие книги. Критика называла его наследником Кафки, Вальзера и Гомбровича.

## Произведения

### Поэзия
- Una bella història/ Дивная история (1962, поэтическая премия Жуана Сальват-Папассейта)
- El noble joc/ Высокая игра (1972)
- Poemes (1973)
- Notes i comentaris/ Заметки и комментарии (1975)
- Cants jubilosos/ Ликующие песни (1977)
- Les Mirsines: colònia de vacances (1983)
- Obra poètica 1959—1983 (1987)
- El crepuscle encén estels/ Сумрак зажигает звезды (1992)
- El Canvi/ Переворот (1998)
- Els estats de connivència/ Молчаливые допущения (2001)
- Els somnis/ Сны (2003)
- Rudiments de saviesa (2005)
- Certituds immediates/ (2007)

### Проза
- Carrer Marsala/ Улица Марсалы (1985, премия г. Барселона)
- L’estuari/ Устье (1990, премия Св. Хуана)
- El vellard. L’escarcellera/ Старик. Тюремщица (1992)

## Признание
В 2006 был причислен к знаменитым уроженцам Феланича (посмертно, см. ).

## Образ в искусстве
О жизни и творчестве писателя каталонским режиссёром Агусти Вильяронга снят документально-игровой фильм Микель Бауса, невидимый поэт (2005, см.:  (недоступная ссылка)).